# Wang Xiao Tong
En aquest nom xinès, el cognom és Wang.
Wang Xiao Tong (xinès: 王孝通)  (Xina, c. 580 (Gregorià) - Xina, c. 640 (Gregorià)) va ser un matemàtic xinès de l'inici de la Dinastia Tang.

## Vida i Obra
No es coneix gairebé res de la seva vida. Només es conserven els comentaris autobiogràfics que va posar en el memorial dirigit a l'Emperador Gaozu de Tang en el qual sotmetia a aprovació la seva obra matemàtica. En aquest memorial explica que havia estudiat matemàtiques des de jove amb Els nou capítols de les arts matemàtiques i confesa la seva admiració per Liu Hui. En virtut dels seus mèrits va ser nomenat instructor del departament de matemàtiques i sotsdirector de l'oficina astronòmica.

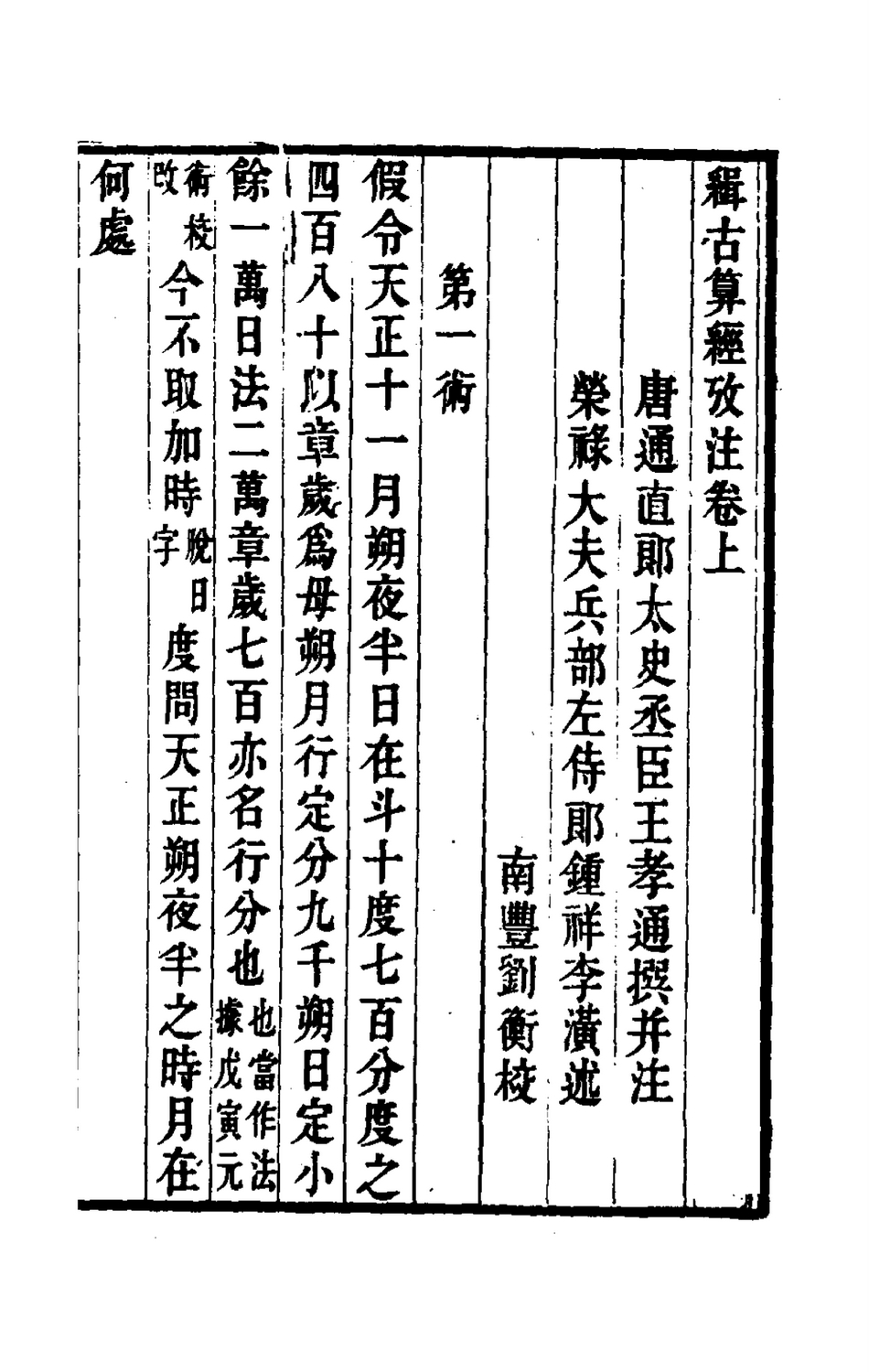
Versió d'un fragment del Jigu Suanjing publicat a la col·lecció Siku Quanshu

La seva obra matemàtica és el 緝古算經 Jigu Suanjing (Canon Matemàtic seguint els Antics), un llibre que consta de vint-idos problemes sobre irrigació, construcció de graners i resolució de triangles rectangles. Aquest text és, aparentment, l'únic text d'aquesta època que no va ser influït per Li Chunfeng i el seu grup de matemàtics imperials.
La originalitat més notable del tractat és l'algorisme per a calcular els coeficients d'una equació de tercer grau, per un mètode anàleg al que avui es coneix com mètode de Horner o regla de Ruffini.